# Westland Wasp
Westland Wasp var en brittisk helikopter tillverkad av Westland Helicopters under 1960-talet. Det är en marin variant av den snarlika arméhelikoptern Westland Scout. Båda är baserade på den äldre helikoptern Saunders-Roe Skeeter.

## Utveckling
Under andra världskriget hade ytfartyg anfallit ubåtar genom att gå i närstrid med sjunkbomber. Utvecklingen av målsökande torpeder gav ett ubåtsjaktvapen med längre räckvidd, men inte tillräckligt för att möta hotet från ubåtar med målsökande torpeder. Lösningen blev att utveckla en lättviktstorped som kunde fällas från helikopter på stort avstånd från moderfartyget. Wasp konstruerades för att kunna baseras på fregatter och andra mindre fartyg samtidigt som de kunde bära två stycken målsökande torpeder. Till skillnad från den större Westland Wessex hade Wasp ingen möjlighet att bära med sig några sensorer utan var helt och hållet beroende av målinmätning från andra plattformar.
Prototypen P.531 flög första gången 20 juli 1958. I september 1961 började de två första Wasp-helikoptrarna byggas och den flög 28 oktober 1962. Från juni 1963 till mars 1964 genomgick de en intensiv testperiod och från och med sommaren 1964 började Wasp-helikoptrar att baseras på brittiska örlogsfartyg.

## Konstruktion
Wasp är en konventionell konstruktion med en artikulerad rotor med fyra rotorblad av metall. Rotorbladen är fällbara för att ta mindre plats. Stjärtrotorn sitter på vänster sida och har två blad av metall (till skillnad från Scout som har en stjärtrotor av trä på höger sida). På motsatt sida sitter en fast, horisontell stjärtfena. Stjärtbommen är vikbar på mitten för att helikoptern ska ta mindre plats i hangaren.
Den som tydligast skiljer Wasp från Scout är landningsstället som i stället för två skidor har fyra stycken hjul. Hjulen är individuellt svängbara som på en kundvagn eller kontorsstol. De bakre hjulen är fjäderbelastade för att svänga ut 45° åt sidorna när de inte belastas. Alla fyra hjul sitter på kraftiga stötdämpare utanför flygkroppen.
Wasp har möjlighet till negativ stigning på huvudrotorn för att "trycka fast" helikoptern på ett krängande däck. Andra skillnader mot Scout är extra bränsletankar och uppblåsbara flottörer för landning på vatten.

## Beväpning
Wasp konstruerades att bära två stycken Mark 44-torpeder. Strax efter att Wasp tagits i tjänst började dock Mark 44 att ersättas med den 35 kg tyngre Mark 46. Även om Wasp kunde lyfta två stycken Mark 46 under goda förhållanden var marginalerna små och oftast bars bara en Mark 46-torped. Alternativen var två stycken Mk.11 sjunkbomber eller en WE.177A kärnvapensjunkbomb på antingen 0,5 eller 10 kiloton.
Förmågan att bära robotar ingick inte i den ursprungliga konstruktionen, men eftersom behovet av att kunna anfalla sjö- och markmål fanns så försågs Wasp med samma Ferranti AF120 robotsikte som Scout och robotställ som kunde bära fyra AS.11 eller två AS.12-robotar.
Om det är nödvändigt kan bakdörren monteras bort och en 7,62 mm FN MAG monteras i dörröppningen. Det är möjligt att montera en kulspruta på vardera sidan, men med två skyttar i baksätet blir svängrummet begränsat. Därför monteras kulsprutan vanligtvis bara på ena sidan. Wasp har inte möjlighet att beväpnas med fasta, framåtriktade kulsprutor som Scout.
Brasiliens Wasp-helikoptrar har möjlighet att bära en Avibras LM-70/7 eller LM-70/19 raketkapsel på vardera sida med sammanlagt 14 eller 38 stycken 70 mm raketer. LM-70/7 brukar vanligtvis kombineras med en 7,62 mm kulspruta monterad ovanpå. LM-70/19 är för stor för ett sådant arrangemang och samtidigt för tung för att helikoptern ska kunna lyfta med även en skytt i baksätet.

## Användning
Även om dess huvudsakliga uppgift var ubåtsjakt så var den bättre lämpad för samband och spaning och användes därför ofta av Royal Marines.
Under Falklandskriget anföll tre stycken Wasp-helikoptrar den argentinska ubåten Santa Fe i Grytviken på Sydgeorgien med AS.12-robotar. Två robotar träffade och skadade ubåten så allvarligt att den övergavs av sin besättning och senare sjönk på grunt vatten.
I början av 1980-talet började Wasp ersättas av Westland Lynx och Wasp togs ur tjänst tillsammans med de sista fartygen av Rothesay-klass 1988. I andra länder var den kvar i tjänst fram till år 2000.

## Användare

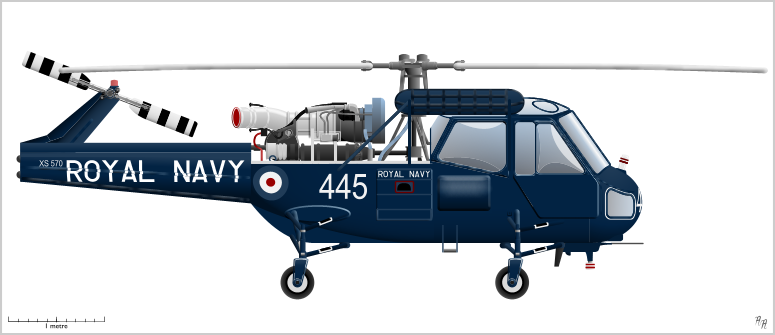
Westland Wasp

- Brasiliens flotta – Tre nybyggda Wasp inköpta 1966 plus sju begagnade inköpta 1977. Baserad ombord på Gearing-, Allen M. Sumner- och Niteroi-klassen.
- Indonesiska flottan – Tio f.d. Nederländska Wasp inköpta 1981. Baserade på Tribal- och van Speijk-klass. Avvecklade 1998.
- Malaysiska flottan – Tolv stycken Wasp inköpta 1988. Ersatta av Fennec år 2000.
- Nederländernas flotta – Tolv stycken Wasp inköpta 1966. Baserad på van Speijk-klass. Tio stycken sålda till Indonesien 1981.
- Royal Navy – Totalt 98 stycken levererade.
- Nya Zeelands flotta – Totalt 19 stycken levererade med början 1966. Baserade på Leander-klassen. Ersatta av SH-2G Super Seasprite 1998.
- Sydafrikas flotta – Tio stycken levererade 1963 plus ytterligare sex levererade 1973. Baserad på President-klassen. Avvecklade 1990.